# 日高神鍋高原インターチェンジ
日高神鍋高原インターチェンジ（ひだかかんなべこうげんインターチェンジ）は、兵庫県豊岡市にある北近畿豊岡自動車道のインターチェンジである。

## 道路
- E72 北近畿豊岡自動車道

## 接続する道路
- 国道482号

## 歴史
- 2017年（平成29年）3月25日 : 八鹿氷ノ山IC - 日高神鍋高原IC間開通に伴い供用開始[1][2]。
- 2020年（令和2年）11月1日 : 日高神鍋高原IC - 但馬空港IC間開通[3]。

## 周辺
- 江原駅（JR西日本・山陰本線）

## 隣
E72 北近畿豊岡自動車道
八鹿氷ノ山IC - 日高神鍋高原IC - 日高北IC